# Bar das Batidas
O Bar das Batidas é um tradicional bar da cidade de São Paulo desde a década de 1950, situado no Largo da Batata, aos fundos da Igreja Nossa Senhora do Monte Serrat, fato pelo qual é conhecido popularmente por "Cu do Padre".

## Histórico
O Bar das Batidas foi fundado no ano de 1957, mantido desde então pelos dois irmãos que o fundaram, sendo que o último deles a morrer, Narciso Moreira, dirigiu a casa até o fim da vida, em 2009. O bar é de propriedade atualmente do empresário Luiz Carlos Bianchi, dono de cinco estabelecimentos no Largo da Batata.